# جوزيف واترس
جوزيف واترس (بالإنجليزية: Joseph Waters)‏ هو ملحن أمريكي، ولد في 1952.